# Alvin M. Johnston
Alvin M. «Tex» Johnston (Admire, 18 de agosto de 1914-29 de octubre de 1998) fue un piloto de pruebas de la época de reacción que trabajó para las compañías Bell Aircraft y Boeing.

## Piloto de pruebas
En diciembre de 1942, Johnston entró en Bell Aircraft como ingeniero de pruebas de vuelo. Pilotó el P-39 Airacobra y el XP-63 durante sus fases de prototipo. También pilotó el primer avión a reacción de Estados Unidos, el XP-59 Airacomet.
Johnston ayudó en el diseño del avión cohete Bell X-1, el primero en superar la barrera del sonido, y lo pilotó el 22 de mayo de 1947.
Posteriormente Tex se trasladó como piloto de pruebas a Boeing en julio de 1948. Pilotó el B-47 Stratojet y realizó el primer vuelo del prototipo del B-52 Stratofortress.